# Tartarus Rupes
Tartarus Rupes és una formació geològica de tipus rupes a la superfície de Mart, localitzada amb el sistema de coordenades planetocèntriques a -5.79° latitud N i 176.09° longitud E, que fa 97.46 km de diàmetre. El nom va ser aprovat per la UAI l'any 1985 i fa referència a una característica d'albedo localitzada a 2° latitud N i 183° longitud O.